# Amamiku occulta
Amamiku occulta е вид ракообразно от семейство Potamidae.

## Разпространение
Видът е разпространен в Япония (Рюкю).